# 罗雪娟
羅雪娟（1984年1月26日—），浙江杭州人，中國女子游泳運動員。擅長蛙泳，有「蛙泳皇后」之稱。

## 生平
羅雪娟最先在浙江體訓一大隊游泳隊開始接觸一連串的訓練，其教練是張亞東。同年入選省隊，當時羅雪娟的教練是為張亞東。4年後入選國家隊。
羅雪娟入選國家隊後的首項比賽就是於全國游泳冠軍賽暨奧運達標賽女子100米蛙泳冠軍，不僅使自己晉身悉尼奧運的游泳賽事，更奪得了首個重要錦標。後來在奧運的200米蛙泳中，羅雪娟於決賽中排名第8。1年後，羅雪娟在世界錦標中的50米及100米蛙泳冠軍，又奪得了200米蛙泳以及4x100米混合泳接力賽季軍，又在同年間贏得了九運會中的女子100米蛙泳金牌，為浙江增添一面金牌。
2002年，羅雪娟先後奪得了世界短池游泳錦標賽中的女子50米蛙泳項目、100米蛙泳的亞軍和季軍，泛太平洋游泳錦標賽中的女子100米蛙泳季軍，200米蛙泳殿軍以及亞運會中的女子100米蛙泳金牌，200米蛙泳銀牌。2003年，羅雪娟又於世界杯短池游泳賽中的上海站賽事之中贏得了女子50米蛙泳冠軍、又於世錦賽50米蛙泳、100米、4×100混合泳接力奪冠。
2004年， 羅雪娟在奧運中以1分06秒64摘下了女子100米蛙泳金牌，更打破了奧運紀錄。2005年，羅雪娟榮獲中國十佳勞倫斯冠軍獎中的最具人氣運動員獎，又在十運會中的100米蛙泳以1分06秒88成功衛冕金牌。後來在東亞運動會中先贏得50米蛙泳金牌以及100米蛙泳銀牌。翌年，羅雪娟在東京舉行的日本短池游泳公開賽女子50米蛙泳比賽中因入水時泳鏡意外脫落，以0.06秒之差不敵兩位並列冠軍，僅獲銅牌。
此後，羅雪娟因為心臟問題，曾於2006年12月接受心臟微創手術，但由於感冒引發了上呼吸道感染，於2007年1月29日宣佈提早退役。她之後將在北京大學國際關係學院繼續學業。
在2008年夏季奧林匹克運動會聖火傳遞中，羅雪娟出任第二棒火炬手(第二棒火炬手首次由奧運主辦國代表擔任)，亦為是次2008年北京奧運會火炬傳遞的第一名中國人。
在2022年亚洲运动会火炬传递中，罗雪娟担任第一棒火炬手。

## 外部連結
- 羅雪娟開口：還是要去世錦賽 （页面存档备份，存于），2007年2月4日成都商報